# Кондрић
Кондрић је насељено место у саставу општине Трнава у Осјечко-барањској жупанији, Република Хрватска.

## Историја
До територијалне реорганизације у Хрватској налазио се у саставу старе општине Ђаково.

## Становништво
На попису становништва 2011. године, Кондрић је имао 230 становника.

## Попис1991.
На попису становништва 1991. године, насељено место Кондрић је имало 364 становника, следећег националног састава:
| Попис 1991.‍  | Попис 1991.‍  | Попис 1991.‍ | Попис 1991.‍ | Попис 1991.‍ |
| ------------ | ------------ | ----------- | ----------- | ----------- |
|              |              |             |             |             |
| Хрвати       | Хрвати       |             | 358         | 98,35%      |
| Словенци     | Словенци     |             | 1           | 0,27%       |
| Црногорци    | Црногорци    |             | 1           | 0,27%       |
| неопредељени | неопредељени |             | 1           | 0,27%       |
| непознато    | непознато    |             | 3           | 0,82%       |
| укупно: 364  |              |             |             |             |